# NGC 4373B
NGC 4373B is een balkspiraalstelsel in het sterrenbeeld Centaur. Het hemelobject werd op 8 juni 1834 ontdekt door de Britse astronoom John Herschel.

## Synoniemen
- ESO 322-10
- MCG -6-27-27A
- DCL 45
- PGC 40735